# Ommata aurantipennis
Ommata aurantipennis là một loài bọ cánh cứng trong họ Cerambycidae.